# Мулацано Понте (Парма)
Мулацано Понте је насеље у Италији у округу Парма, региону Емилија-Ромања.
Према процени из 2011. у насељу је живело 540 становника. Насеље се налази на надморској висини од 272 м.